# Чёрные псы (призраки)
Чёрные псы — призрачные огромные собаки, персонажи фольклора Британских островов. Чёрный пёс является преимущественно «ночным» призраком, как часто считается — связанным с Дьяволом, а встреча с ним считается предзнаменованием смерти. Обычно чёрный пёс описывается значительно превосходящим обычную собаку по размерам и с большими (размером с блюдце) светящимися ярко-красными или огненными глазами (или одним глазом, расположенным по центру морды). Они якобы часто появляются в грозу, а также на перекрёстках, местах, где когда-либо имела место казнь, и просто на старых дорогах.
Происхождение образа чёрного пса сложно объяснить однозначно. Скорее всего, этот мотив проник в британскую культуру из кельтских или германских мифов. Во многих  мифологиях собаки так или иначе были связаны со смертью (Амт - в египетской мифологии чудовище, пожирающее души грешников; Гарм, Цербер и другие, причём все они представлялись так или иначе стражами подземного мира). Не исключено, что чёрный пёс есть отражение этих мифологических представлений. Практически всегда чёрные псы рассматриваются как злонамеренные к человеку существа, а некоторые (например, Баргест, Черный Шак,  Старые красные глаза) — и как весьма опасные. См. Собака Баскервилей.
Адские гончие - собирательное наименование демонических псовых в мифологии, фольклоре, фентези, играх. См. Дикая Охота Короля Стаха.
Гарм - в германо-скандинавской мифологии хтоническое чудовище, огромный четырёхглазый пёс, охранявший Хельхейм, мир мёртвых.
Гончие Гавриила - в британской мифологии человекоголовый подвид Неистового гона из Ланкашира.
Грим - в фольклоре народов Западной Европы существо, являющееся в облике черного пса.
Дикая охота - в германо-скандинавской и кельто-британской мифологиях  это несущееся в небесах призрачное воинство мертвецов, возглавляемое демонической фигурой.
Дип - каталонская версия адских псов; собака-вампир, посланец Дьявола.
Дьявольские собаки Дэнди - Самая опасная разновидность Неистового гона из Корнуола; под руководством самого Дьявола или одного из тех, кто стал его человеком, эти собаки охотятся за душами людей.
Кадехо - демонический пес-оборотень из мезоамериканского фольклора.
Кербер - в греческой мифологии трехголовый пес, страж Аида.
Клудде - во фламандском (бельгийском) фольклоре злой дух-оборотень, принимающий облик черного волка, ворона или коня.
Ку Ши - в шотландском фольклоре громадный пес с зеленой шерстью и заплетенным в косичку свернутым в кольцо хвостом; вариант адской гончей.
Кун Аннун - собаки владыки потустороннего мира (Аннона), встреча с которыми предвещает смерть; валлийская версия Неистового гона.
Неистовый гон - в британской мифологии своры сверхъестественных собак, преследующих грешников или предвещающих гибель тем, кто их увидит.
Орф - в древнегреческой мифологии двухголовый пес со змеиным хвостом, порождение Тифона и Ехидны, старший брат Кербера, Лернейской Гидры и Химеры, отец Немейского льва и Сфинкса, охранник стад трехтелого Гериона.
Сарамейя - пара четырехглазых и широконосых псов Адского князя индуизма; возможно, прародители адских псов множества европейских мифологий.
Сколль - в скандинавской мифологии сын Фенрира, брат Хати; волк, который ежедневно преследует Солнце и в Рагнарёк проглотит его.
Скрайкер - В фольклоре графств Йоркшир и Ланкашир демонический пёс, отличающийся жутким воем, и пятящийся задом, если встретить его.
Собаки холмов - эльфийские псы из мифологии британских островов.
Тибицена - адские псы с Канарских островов (мифология гуанчей).
Фенрир - в германо-скандинавской мифологии чудовищный громадный волк, сын Локи и Ангрбоды, враг богов.
Хати - в скандинавской мифологии волк, который ежедневно преследует Луну и в Рагнарёк проглотит его; сын Фенрира, брат Сколля.
Гайтраш - в фольклоре Йоркшира призрачное существо, способное принимать форму собаки, лошади или козла, встреча с которым сулит смерть. Известен также Гитраш, легендарный черный пес, это известный на Севере Англии демон, который, как говорили, часто являлся одиноким путникам в ночное время. Оборотень мог принимать вид лошадей, мулов, журавлей или собак, Гитраш сбивал людей с пути, но также мог быть доброжелательным помощником, показывающим заблудившимся  путешественникам правильную дорогу. Этого демона обычно опасались.
В некоторых частях Линкольншира и Йоркшира Гайтраш был известен как Шагфол и принимал форму призрачного мула или осла с глазами, которые светились, как горящие угли. В этой форме призрачный зверь считался очень злобным.
"Пока я ожидала в сумерках появления лошади, все более приближавшейся, мне вспомнились некоторые из сказок Бесси, где фигурировал дух, известный жителям Северной Англии под названием Гитраша: он появляется в образе коня, мула или большой собаки и бегает по пустынным дорогам, иногда настигая запоздалых путников, — так же как сейчас меня настигала эта лошадь. Она была уже совсем рядом, но я все еще не видела ее. И вдруг, кроме топота, я услышала шорох, и из кустов выбежала огромная собака, резко выделявшаяся на фоне бурого орешника своей черной с белым шерстью. Она в точности соответствовала воплощению Гитраша, как его описывала Бесси: существо, похожее на льва, с длинной шерстью и крупной головой. Пес спокойно пробежал мимо, даже не обратив на меня загадочного собачьего взора, как мне и представлялось заранее." - пер. В.О. Станевич.
— Отрывок из романа Шарлотты Бронте «Джейн Эйр», глава xii
Появление Гитраша как спутника мистера Рочестера. Безобидный пес  Пилот, которого Джейн приняла за  Гитраша, это тонкая насмешка над таинственностью и романтизмом, которые окружают главного персонажа романа.   Суеверная Джейн воспринимает его появление ночью как предвестие беды. Описание призрачного пса в романе Ш. Бронте в 1847 году, вероятно, является самым ранним упоминанием этого зверя в беллетристике и служит основой для последующих цитат.
Этот дух также известен как Гайтраш и Гайтреш согласно Словарю английского диалекта  Джозефа Райта (1855–1930), где он определяется как призрак, принимающий форму животного. К ним относятся «большая черная собака», а также «злая корова, появление которой раньше считалось признаком смерти». На протяжении веков в Великобритании сообщалось о наблюдениях подобных существ, однако их реальное существование не доказано.
Библиография
Мифологический словарь / гл.ред. Е.М.Мелетинский — М.: Советская энциклопедия, 1990
Библия
Энциклопедический словарь Брокгауза и Ефрона // в 86 томах — СПб., 1890-1907
Гесиод. Полное собрание текстов.// Пер. В.В.Вересаева, О.П.Цыбенко — Лабиринт, 2001
Аполлодор Мифологическая библиотека — Л.: Наука, 1972
Березкин Ю.Е. Некоторые представления о пути в мир мертвых у индейцев Америки и их евразийские корни // Антропологический форум. — 2005, №2. — с.174-211
Бестиарий: фантастические собаки // "Мир фантастики", №56; апрель 2008 — с.136-142
Кобринский А.М. "Феномен Сократа" — Беер-Яков, 1998
Беларуская міфалогія. Энцыклапедычны слоўнік — Мінск: Беларусь, 2004
Бестиарий: Трах-тибидох. Джинны // "Мир фантастики", №7(68); июль 2007
Д.Дж.Конвей "Полная энциклопедия мифологических существ. История, происхождение, магические свойства" — СПб.: ИГ "Весь", 2011
Николай Кун "Легенды и мифы Древней Греции" — Мн. "Народная асвета", 1989
Скандинавский эпос: Старшая Эдда. Младшая Эдда. Исландские саги / пер. с древнеисландского М.И.Стеблин-Каменского, О.А.Смирницкой — М.: АСТ: Астрель, 2009
Ригведа. Мандалы IX-X. — М.: Наука, 1999
Авеста «Закон против дэвов» (Видевдат) — СПб, Изд-во Политехн.ун-та, 2008